# Ostufer des Großen Ratzeburger Sees
Das Ostufer des Großen Ratzeburger Sees ist ein Naturschutzgebiet in der schleswig-holsteinischen Stadt Ratzeburg und der Gemeinde Römnitz im Kreis Herzogtum Lauenburg.
Das rund 231 Hektar große Naturschutzgebiet ist unter der Nummer 169 in das Verzeichnis der Naturschutzgebiete des Ministeriums für Energiewende, Landwirtschaft, Umwelt und ländliche Räume eingetragen. Es wurde 1995 ausgewiesen (Datum der Verordnung: 12. August 1995) und 2000 auf seine heutige Größe erweitert. Das Naturschutzgebiet ist nahezu vollständig Bestandteil des EU-Vogelschutzgebietes „Schaalsee-Gebiet“ und des FFH-Gebietes „Wälder und Seeufer östlich des Ratzeburger Sees“. Im Norden grenzt es an das Naturschutzgebiet „Kammerbruch“ und im Osten an die Naturschutzgebiete „Campower Steilufer“ und „Steinerne Rinne und Mechower Holz“ sowie das Landschaftsschutzgebiet „Biosphärenreservat Schaalsee“. Zuständige untere Naturschutzbehörde ist der Kreis Herzogtum Lauenburg.
Das aus fünf Teilflächen bestehende Naturschutzgebiet liegt nördlich von Ratzeburg im Naturpark Lauenburgische Seen. Es ist Teil des Grünen Bandes entlang der ehemaligen innerdeutschen Grenze. Das Naturschutzgebiet erstreckt sich am Ostufer des Ratzeburger Sees zwischen Rothenhusen und Römnitz und stellt den östlichen Uferbereich des Sees bis zur Landesgrenze zu Mecklenburg-Vorpommern, teilweise dem Uferbereich vorgelagerte Wasserflächen und Verlandungszonen und südlich des Mechower Grenzgrabens die sich östlich des Sees anschließenden Waldflächen Seebruch und Steinort sowie einen versumpften Bereich am Schwalkenberg in Römnitz unter Schutz.
Das Ostufer des Ratzeburger Sees wird von ausgedehnten Röhricht- und Verlandungszonen eingenommen, an die sich landeinwärts schmale Bruchwaldzonen sowie die bereits genannten Uferwälder Seebruch und Steinort mit naturnahen Waldgesellschaften, zahlreichen Quellen, Tümpeln, Bachschluchten und Steilhängen anschließen. Das Schutzgebiet ist ein wichtiger Lebensraum für zahlreiche Wasservögel und hat auch als Rast- und Überwinterungsgebiet für Vögel große Bedeutung. Weiterhin dient es der Vernetzung der Schutzgebiete zwischen Wakenitz und Schaalsee.
Die aus dem Geltungsbereich der Naturschutzverordnung ausgenommenen Zonen bei Utecht, Campow, Kalkhütte und Römnitz unterliegen der Freizeitnutzung. Hier befinden sich in erster Linie Badezonen, Bootsliegestellen mit Steganlagen und Campingplätze.

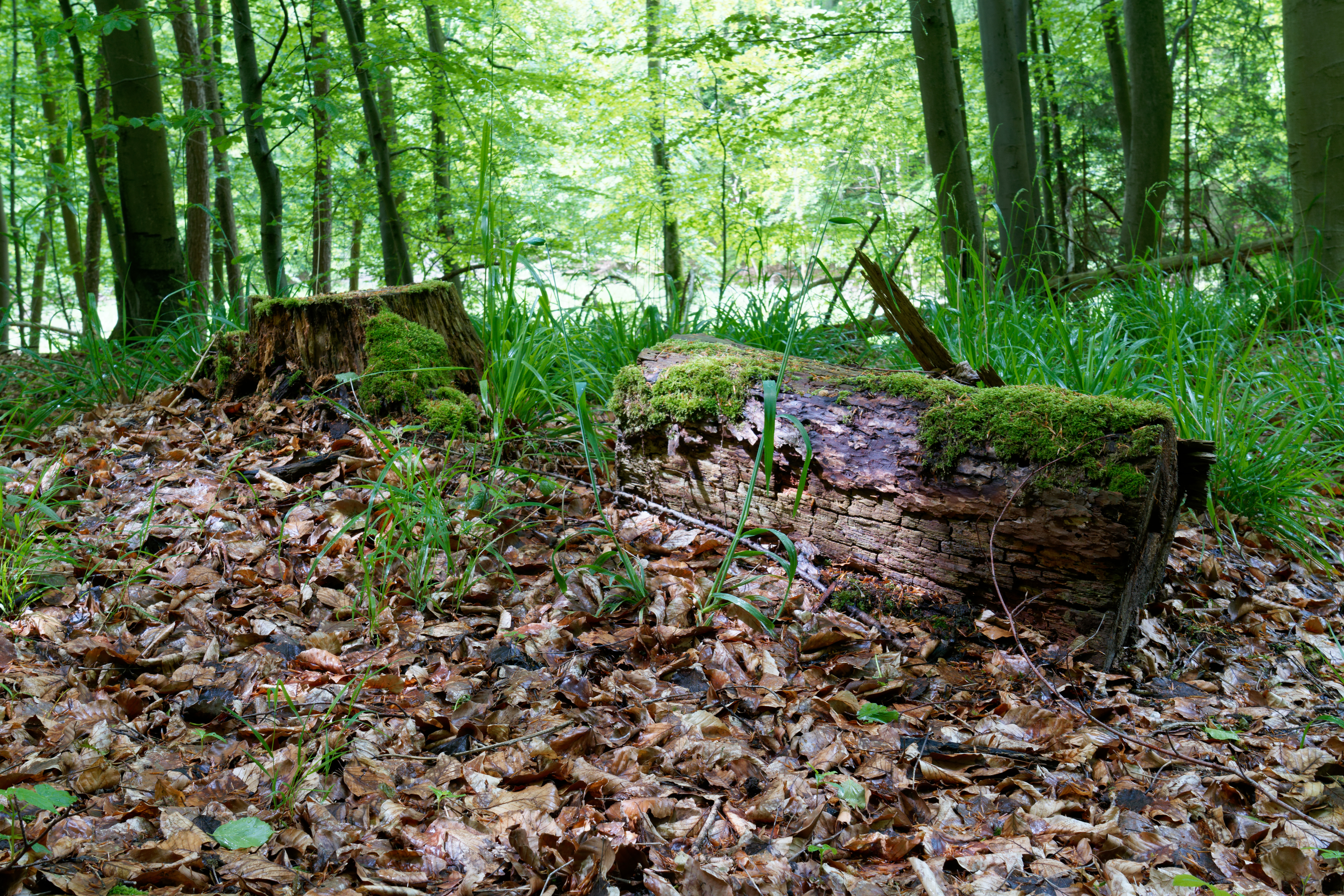
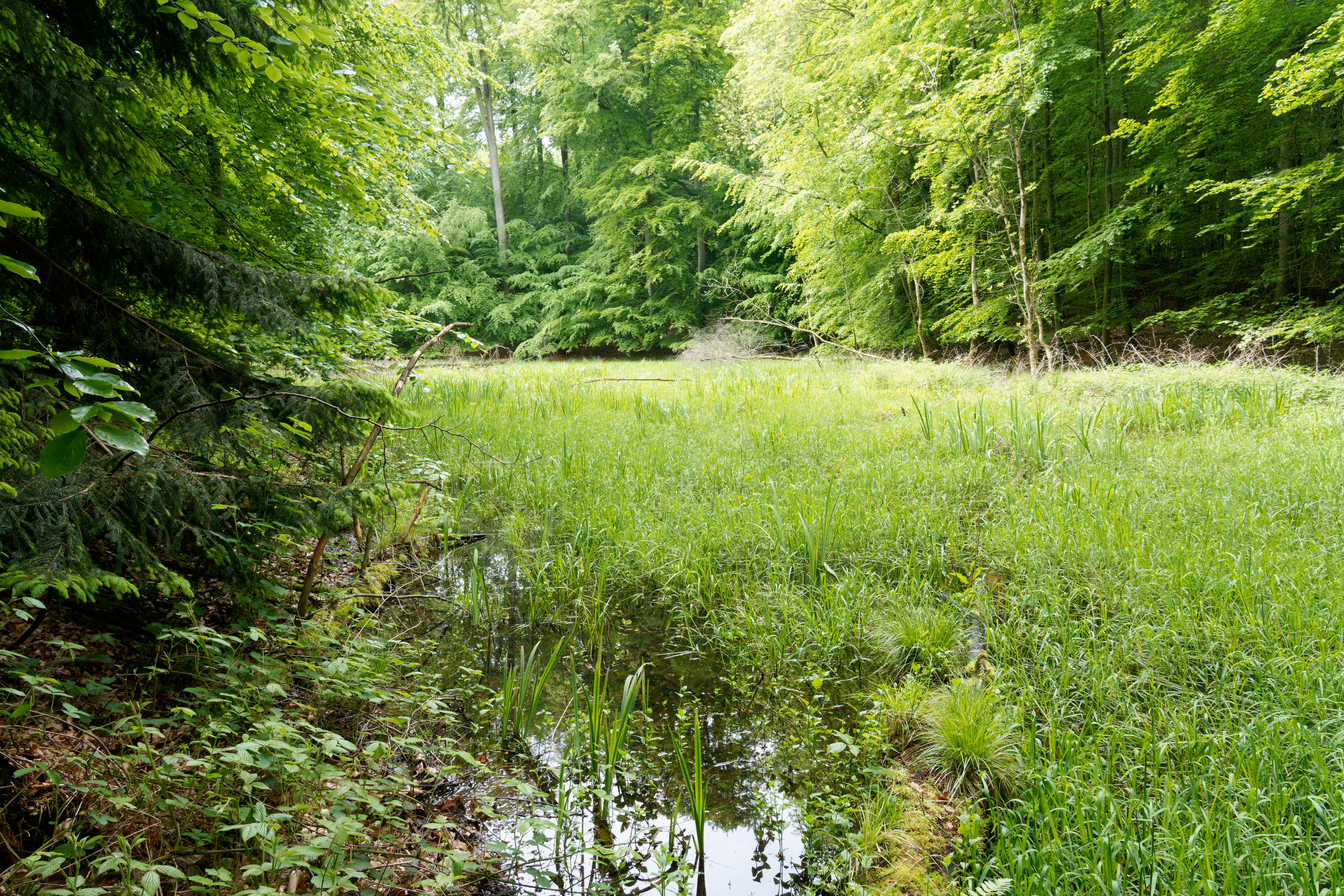
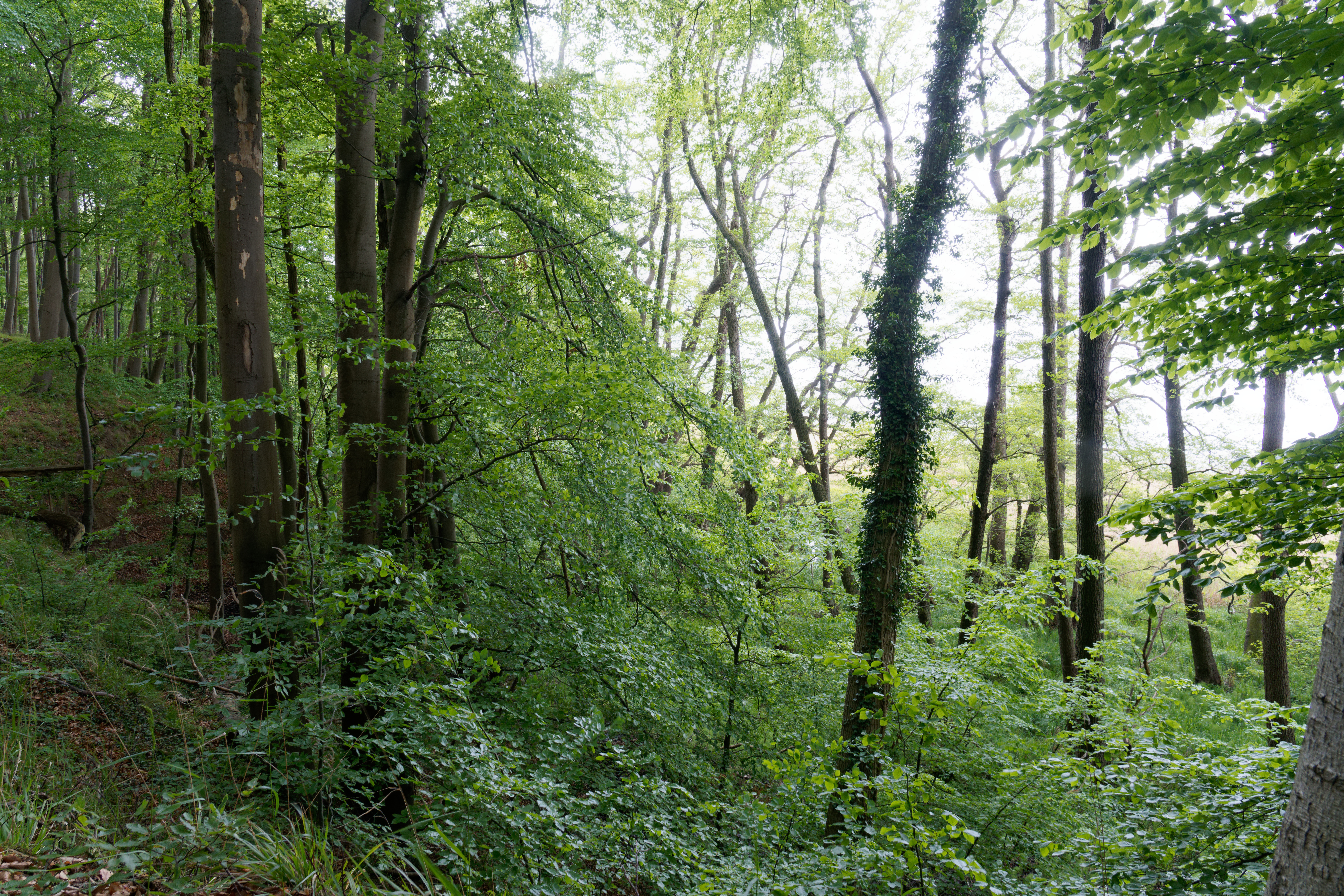
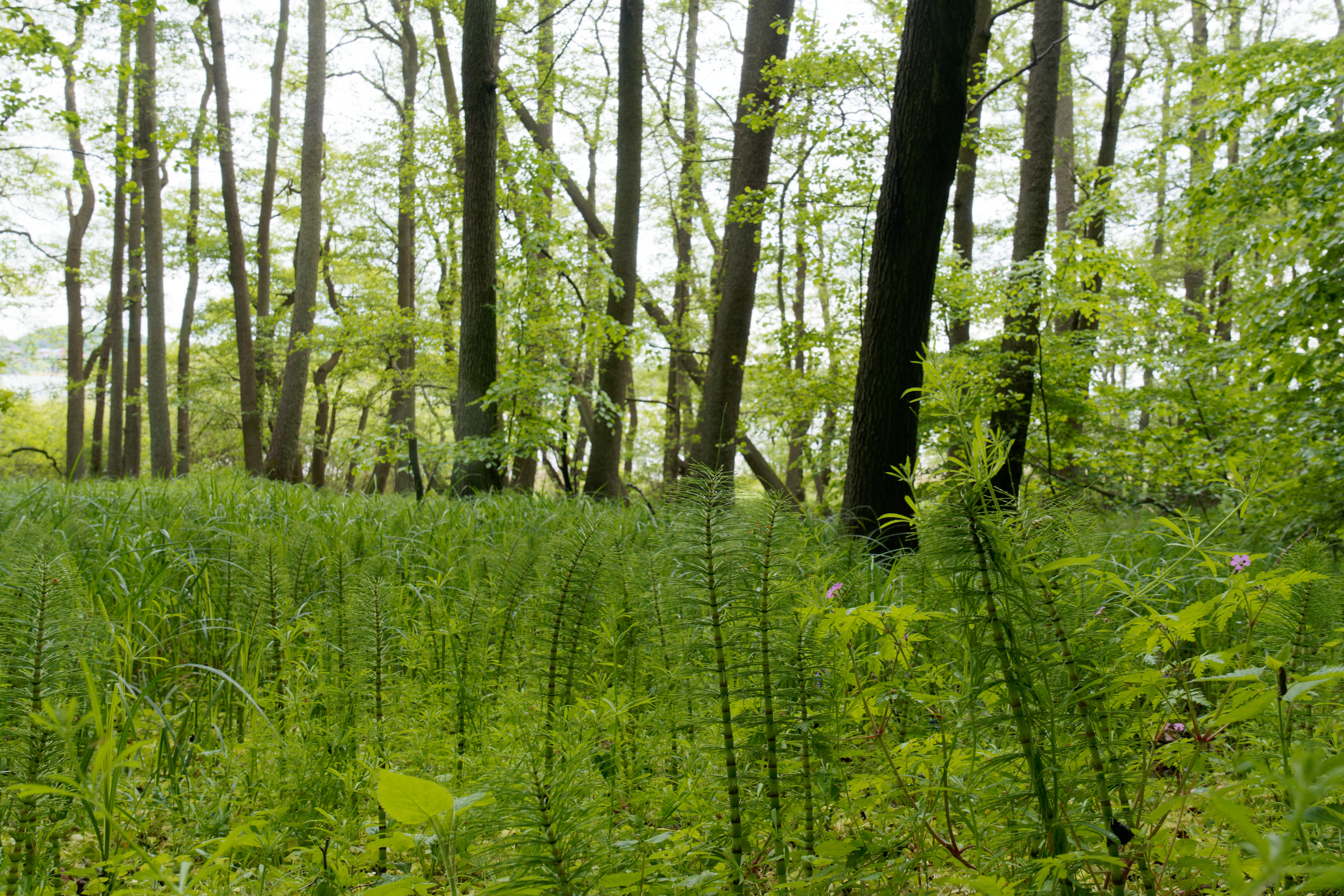
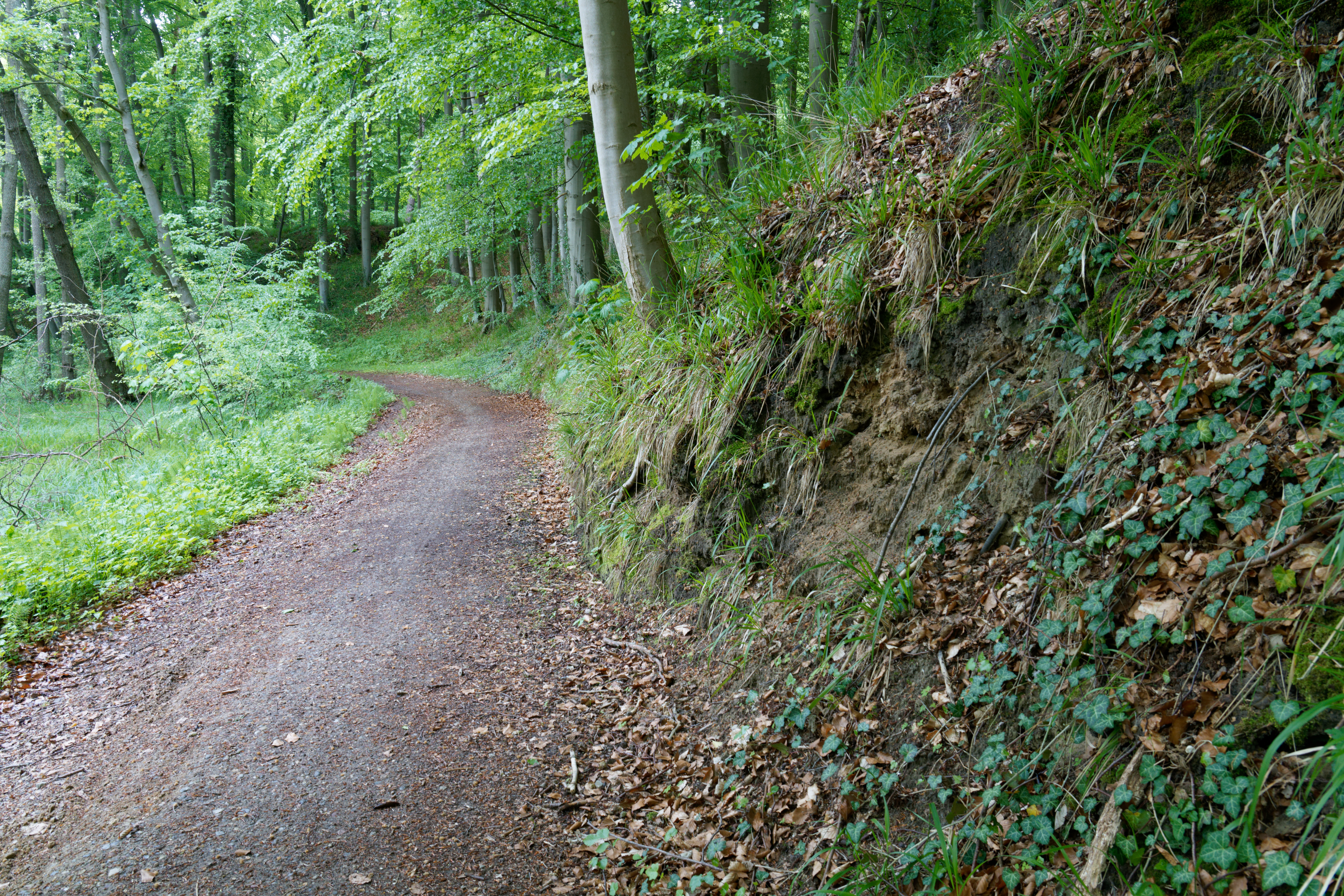
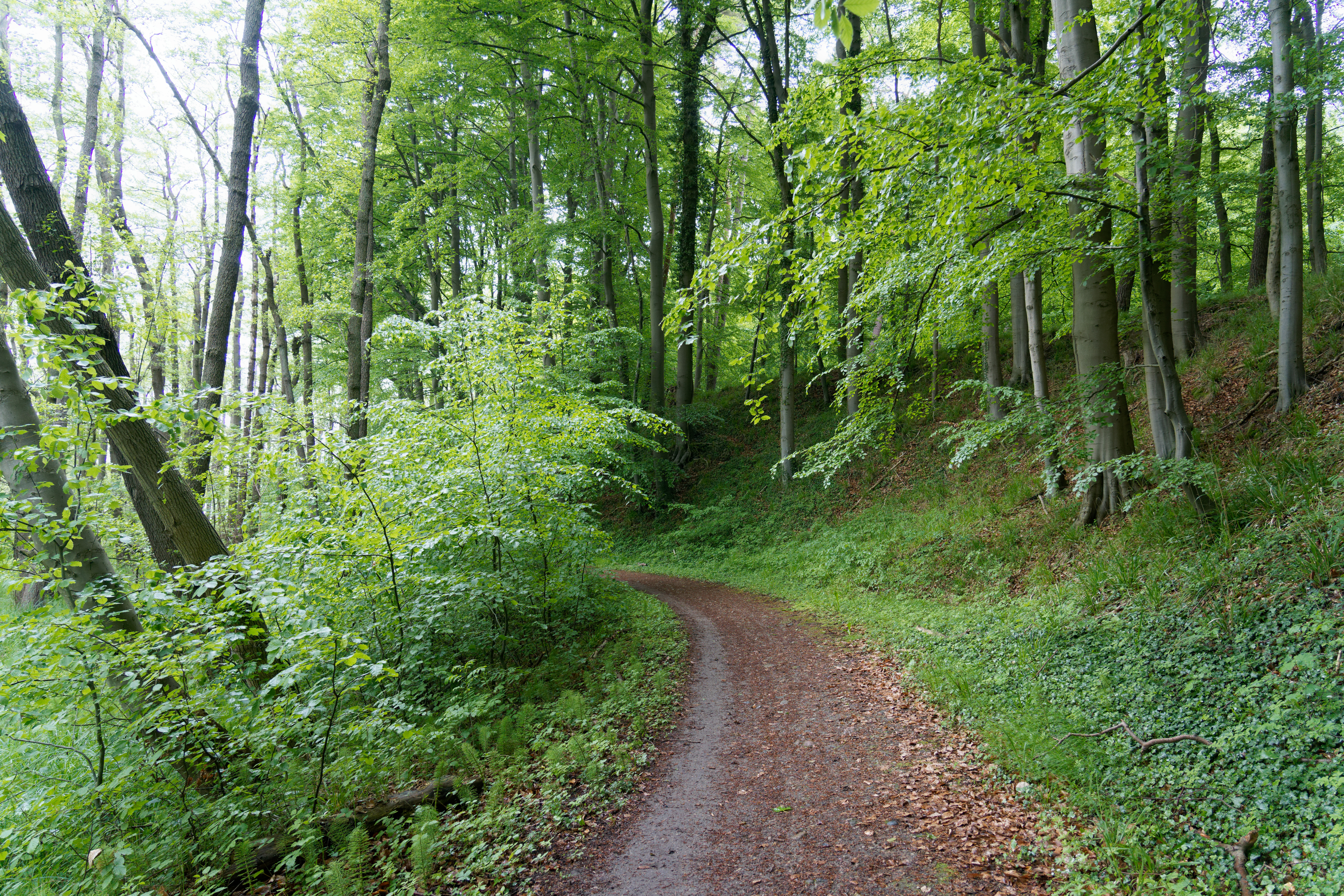
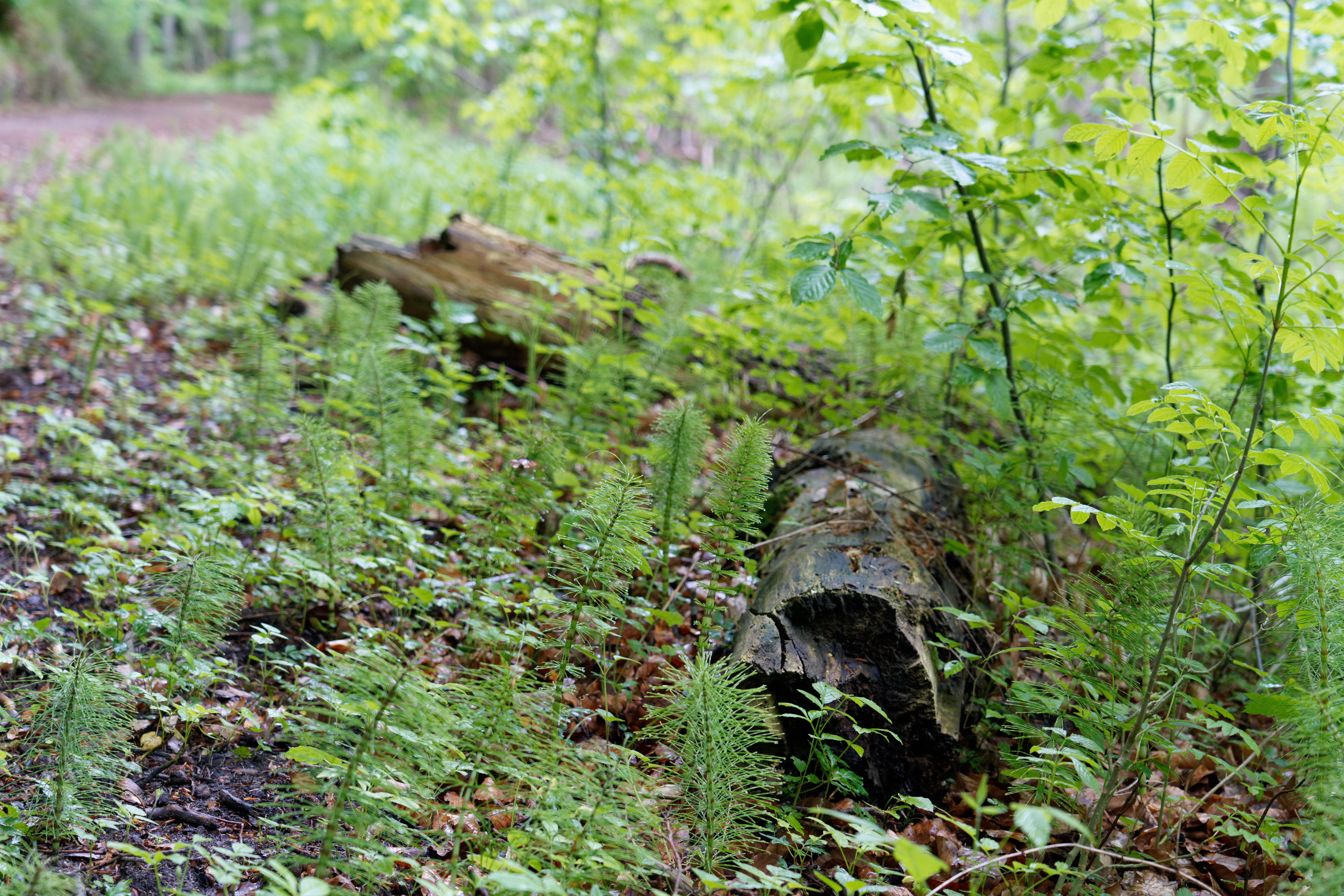